# Future Cop: L.A.P.D.
Future Cop: L.A.P.D. è un videogioco sparatutto in terza persona di fantascienza per PlayStation e PC/Mac sviluppato dalla Electronic Arts ambientato a Los Angeles nel 2098.
Questo gioco inizialmente era stato sviluppato come parte della serie Strike dove sono presenti robot e armi nucleari.
In questo gioco si impersona un robot chiamato X1-Alpha, simile ad un mecha, creato per combattere il crimine, che si trasforma secondo le esigenze da robot a un velocissimo hovercraft.

## Trama
La storia del gioco è ambientata nel ventiduesimo secolo nella città di Los Angeles, la quale è stata invasa dai criminali ed è diventata invivibile per le altre persone. Il protagonista viene così inviato a bordo di un robot chiamato X1-Alpha per ripulire le strade dalla malavita, facendo uso dell'armamento in suo possesso per riuscire nella sua impresa.

## Modalità di gioco
Esistono due modalità di gioco: la guerra al crimine e l'assalto alle fortezze.
- Nella modalità guerra al crimine si impersona X1-Alpha, un robot della LAPD (Los Angeles Police Departement) che ha l'obiettivo di uccidere i criminali e le loro armi tecnologiche e i supercomputer che hanno invertito le difese di Los Angeles orientandole invece che contro i nemici contro la LAPD. Nel gioco si inizia in un parco e inizialmente bisogna uccidere uomini e distruggere diverse strutture fino ad arrivare ad un cannone laser nucleare che con le proprie armi a disposizione bisognerà eliminare. Con la continuazione del gioco si passerà a Venice Beach, all'aeroporto, e a Long Beach.
- Nell'assalto alle fortezze due contendenti, X1-Alpha e un aereo da combattimento cercano di penetrare nella base dell'avversario, nel contempo difendendo la propria. Per farlo possono conquistare le torrette sparse per il campo di gioco e produrre carri armati e aerei con i punti conquistati in combattimento.

### Armamento
In Future Cop: L.A.P.D. l'armamento è costituito soprattutto da bombe, razzi e mitragliatrici. X1-Alpha è infatti dotato di quattro pod per lancio di razzi posizionati sui fianchi o laser Gatling, un mitragliatore posizionato sotto alla testa e due pod per lancio bombe sulla schiena.